# Cuney (Texas)
Cuney é uma cidade  localizada no estado norte-americano do Texas, no Condado de Cherokee.

## Demografia
Segundo o censo norte-americano de 2000, a sua população era de 145 habitantes.
Em 2006, foi estimada uma população de 149, um aumento de 4 (2.8%).

## Geografia
De acordo com o United States Census Bureau tem uma área de
4,2 km², dos quais 4,2 km² cobertos por terra e 0,0 km² cobertos por água.

## Localidades na vizinhança
O diagrama seguinte representa as localidades num raio de 16 km ao redor de Cuney.